# Kaukasusbirkhuhn
Das Kaukasusbirkhuhn (Lyrurus mlokosiewiczi) auch Kaukasus-Birkhuhn ist eine bodenlebende Vogelart aus der Unterfamilie der Raufußhühner (Tetraoninae). Es kommt ausschließlich im Kaukasus vor. Es sind sozial lebende Vögel, deren Trupps sich nur während der Brutzeit in Paare auflösen. In seiner Lebensweise gleicht es weitgehend dem auch in Mitteleuropa vorkommenden Birkhuhn.

## Erscheinungsbild

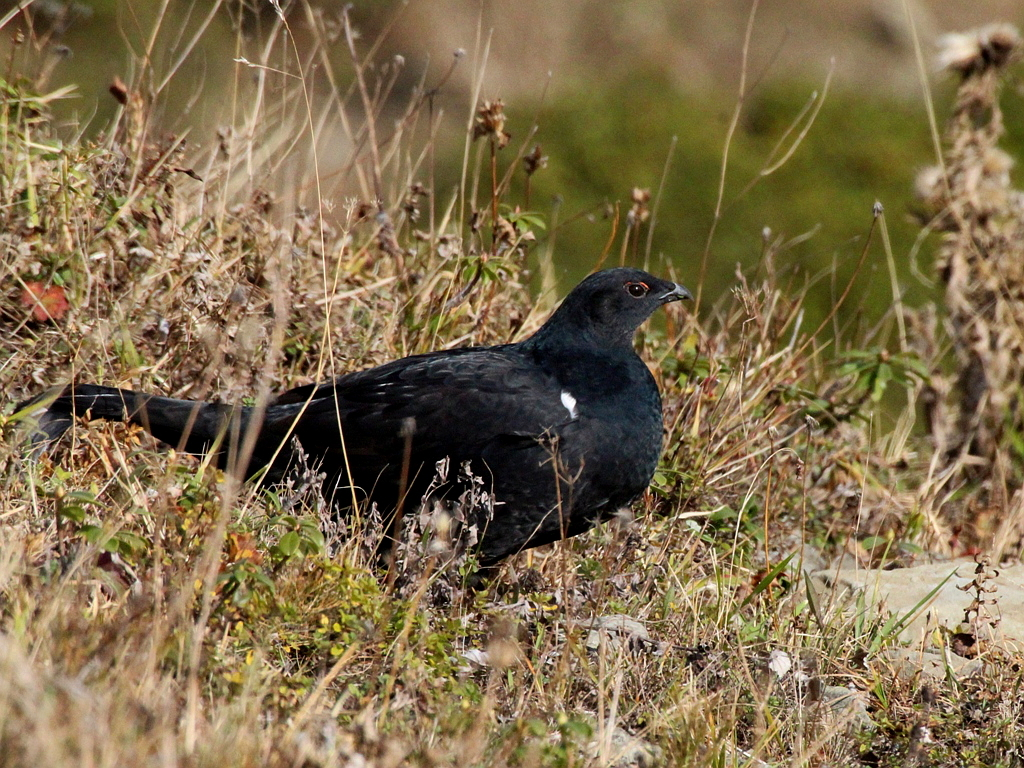
Männliches Kaukasusbirkhuhn

Das Kaukasusbirkhuhn ist ein mittelgroßes Raufußhuhn, das etwas kleiner ist als das auch in Mitteleuropa verbreitete Birkhuhn ist.  Wie viele Raufußhühner zeigt die Art einen extremen Geschlechtsdimorphismus bezüglich Färbung und Zeichnung, weniger ausgeprägt hinsichtlich Größe und Gewicht. Männchen haben eine Körperlänge von 50 bis 55 cm, davon entfallen etwa 18 cm auf den Schwanz. Sie wiegen zwischen 820 und 1005 g. Weibchen sind kleiner und leichter, sie erreichen eine Körperlänge von 37 bis 42 cm und wiegen zwischen 712 und 820 g. Von allen Raufußhühnern hat das Kaukasusbirkhuhn die relativ längsten Beine. Sie nähern sich im Verhältnis denen der Fasane an.
Das Körpergefieder beim Männchen ist überwiegend matt schwarz. Sie haben einen auffällig langen Schwanz, der deutlich länger ist als beim Birkhuhn. Die äußersten Schwanzfedern biegen sich nach unten. Die inneren Schwanzfedern sind etwas kürzer als die äußeren. Die Weibchen sind einheitlich auf graubraunem Grund dicht dunkel gebändert. Kinn und Kehle sind weißlich. Die Läufe sind bei beiden Geschlechtern befiedert, die Zehen jedoch nackt.

## Verbreitungsgebiet und Lebensraum
Das Kaukasusbirkhuhn kommt ausschließlich im Kaukasus vor. Seinen Verbreitungsschwerpunkt hat es im Großen Kaukasus. Im Kleinen Kaukasus kommt es gleichfalls vor. Der Bestand verteilt sich entsprechend auf die Staaten Russland, Georgien (größter Bestand), Armenien, Aserbaidschan, den Nordosten der Türkei und den äußersten Nordwesten des Iran.
Die Vögel bewohnen im Sommer offene Bereiche an der Baumgrenze sowie mit Rhododendron oder Wacholder in Höhen von 1.500 bis 3.000 m. Sie bevorzugen Kombinationen aus subalpinen und alpinen Wiesen und Flächen aus kleinwüchsigen Birken, Wacholder, Rhododendron und Heckenrosen. Im Winterhalbjahr wandern sie aus den alpinen Regionen in subalpine ab. Daher kommt das Kaukasusbirkhuhn dann gelegentlich bis auf Höhenlagen von 700 Meter herunter.

## Überwinterung
Der Aktionsraum ist im Winterhalbjahr nicht sehr groß, meist entfernen sich die Kaukasusbirkhühner nicht mehr als ein oder zwei Kilometer von ihren Schlafplätzen. Diese befinden sich an den Hängen der oberen Baum-Strauch-Grenze, wo der Schnee am lockersten und tiefsten ist. Sie ruhen dort während der Nacht in Schnee-Schlafkammern, die 15 bis 25 Zentimeter lang und 15 bis 20 Zentimeter breit sind. Wenn Harsch das Graben von Schlafkammern nicht möglich macht, übernachten die Vögel unter einem überhängenden Felsen oder unter dichten Sträuchern.
Nahrung suchen sie am Morgen oder Abend. Laufend suchen sie die aus dem Schnee herausragenden Spitzen der Walcholder- und Weidensträucher auf. Während der Tagesmitte ruhen sie auf sonnigen Flecken unter der Deckung von Sträuchern oder Felsen. Bei schlechtem Wetter graben sie sich auch erneut in Schnee ein.

## Nahrung
Die Winternahrung besteht aus Knospen und Kätzchen von Birken sowie Nadeln und Beeren von Wacholder. Gefressen werden außerdem Knospen, Triebe und Beeren von Ebereschen, Früchte der Alpenjohannisbeeren sowie Ahornknospen und Beeren vom Schneeball. Bis Mai stellt dies die Hauptnahrung dar.
Im Frühjahr nehmen Kaukasusbirkhühner überwiegend frisches Grün und danach auch die Samen unterschiedlicher Gräser und Stauden zu sich. Im Sommer überwiegen Blätter und Triebe von Glockenblumen, Anemonen, Fingerkraut, Blätter, Triebe und Blüten von Heidel- und Preiselbeere. Ab August überwiegen in ihrer Nahrung Beeren von Preisel-, Heidel-, Krähen-, Johannis-, Brom-, Vogel- und Wacholderbeeren sowie Kornelkirschen und Hagebutten. Der Übergang zur Winternahrung erfolgt im Zeitraum September bis November.
Ausgewachsene Kaukasusbirkhühner fressen nur sehr selten Insekten; Jungvögel dagegen leben während ihrer ersten zwei Lebenswochen fast ausschließlich davon.

## Fortpflanzung
Außerhalb der Fortpflanzungszeit lebt das Kaukasusbirkhuhn in kleinen Gruppen. Diese sind gewöhnlich immer etwas kleiner als die des Birkhuhnes. Bei der Gemeinschaftsbalz kommen gewöhnlich sechs bis zwölf Männchen zusammen. Es wurden allerdings schon bis zu 30 Individuen gezählt. 
Kaukasusbirkhühner nutzen Gemeinschaftsbalzplätze. Dort balzen die Männchen in der Fortpflanzungszeit wenigstens für einen Teil des jeweiligen Tages. Solche sogenannten Leks finden sich meist an südwärts gerichteten Hängen und werden häufig über mehrere Jahre genutzt.
Weibchen beginnen mit dem Brüten Mitte Mai. Das Nest befindet sich meist an Südhängen mit einer Neigung von 40° und wird im Schutz eines Grasbüschels oder eines Strauches angelegt. Es ist dadurch von Einblicken von oben geschützt, während die brütende Henne freie Sicht hangabwärts und seitwärts hat. Die Eiablage erfolgt in der zweiten Maihälfte.

## Belege

### Einzelbelege
1. ↑   Madge et al., S. 370
2. ↑   Protopov & Fling, 1989, S. 192
3. ↑   Protopov & Fling, 1989, S. 193
4. ↑   Protopov & Fling, 1989, S. 198
5. ↑   Protopov & Fling, 1989, S. 198
6. ↑   Protopov & Fling, 1989, S. 198
7. ↑   Protopov & Fling, 1989, S. 198 und S. 199
8. ↑   Madge et al., S. 371
9. ↑   Protopov & Fling, 1989, S. 197